# Mariano Ozores Francés
Pour les articles homonymes, voir Ozores et Francés.
 (avril 2024).
La mise en forme du texte ne suit pas les recommandations de Wikipédia : il faut le « wikifier ».
Les points d'amélioration suivants sont les cas les plus fréquents :
- Les titres sont pré-formatés par le logiciel. Ils ne sont ni en capitales, ni en gras.
- Le texte ne doit pas être écrit en capitales (les noms de famille non plus), ni en gras, ni en italique, ni en « petit »…
- Le gras n'est utilisé que pour surligner le titre de l'article dans l'introduction, une seule fois.
- L'italique est rarement utilisé : mots en langue étrangère, titres d'œuvres, noms de bateaux, etc.
- Les citations ne sont pas en italique mais en corps de texte normal. Elles sont entourées par des guillemets français : « et ».
- Les listes à puces sont à éviter, des paragraphes rédigés étant largement préférés. Les tableaux sont à réserver à la présentation de données structurées (résultats, etc.).
- Les appels de note de bas de page (petits chiffres en exposant, introduits par l'outil «  Source ») sont à placer entre la fin de phrase et le point final[comme ça].
- Les liens internes (vers d'autres articles de Wikipédia) sont à choisir avec parcimonie. Créez des liens vers des articles approfondissant le sujet. Les termes génériques sans rapport avec le sujet sont à éviter, ainsi que les répétitions de liens vers un même terme.
- Les liens externes sont à placer uniquement dans une section « Liens externes », à la fin de l'article. Ces liens sont à choisir avec parcimonie suivant les règles définies. Si un lien sert de source à l'article, son insertion dans le texte est à faire par les notes de bas de page.
- La présentation des références doit suivre les conventions bibliographiques. Il est recommandé d'utiliser les modèles {{Ouvrage}}, {{Chapitre}}, {{Article}}, {{Lien web}} et/ou {{Bibliographie}}. Le mode d'édition visuel peut mettre en forme automatiquement les références.
- Insérer une infobox (cadre d'informations à droite) n'est pas obligatoire pour parachever la mise en page.

Pour une aide détaillée, merci de consulter Aide:Wikification.
Si vous pensez que ces points ont été résolus, vous pouvez retirer ce bandeau et améliorer la mise en forme d'un autre article.
Mariano Ozores Francés est un acteur, scénariste et réalisateur espagnol, né le 17 octobre 1890 et décédé le 9 août 1979 (85 ans).
Il a réalisé 96 films et séries pendant sa carrière de 26 ans.

## Biographie
Mariano Ozores est l'ainé d'une famille de 8 enfants. Il est le fils d'Aurelio Ozores.
Il obtient le baccalauréat puis travaille dans l'administratif pendant 9 ans au sein d'une banque madrilène.
Il étudie ensuite le dessin et se spécialise dans la caricature. Il en réalisera notamment pour le journal La Codorniz.
Contre la volonté de sa famille, il intègre la compagnie de théâtre Teatro Colisero à Madrid, puis en 1913 le Teatro Principal de Zamora dirigée par Ricardo Puga. Il travaille par la suite pour diverses compagnies, dont celle de Ernesto Vilches, qu'il considère comme son maître. C'est grâce à lui qu'il découvre le monde du cinéma dans le film El Golfo de José Togores. Jusqu'à la Guerre Civile espagnole, il se dédie à l'opérette, et à la zarzuela.
En 1914, il se marie avec Luisa Puchol Butier, une chanteuse valencienne.
En 1936, la compagnie de théâtre dans laquelle il travaille est dissoute, il se dédie alors au cinéma puis à la télévision. Ozores joue de nombreux rôles secondaires avant de réaliser ses propres films.
Mariano perd sa femme en 1965 et se remarie en 1968 avec Carmen Rodriguez Varona avec qui il a trois enfants Mariano, José Luis et Antonio.

## Filmographie
| Date | Titre                            | Genre                       | Réalisateur               |
| ---- | -------------------------------- | --------------------------- | ------------------------- |
| 1936 | El bailarin y el trabajador      | Film drame                  | Luis Marquina             |
| 1936 | El rayo                          |                             | José Buchs                |
| 1941 | Tierra y cielo                   | Film drame                  | Eusebio Fernández Ardavín |
| 1956 | Aqui hay petroleo!               | Film comédie                |                           |
| 1957 | Los jueves, milagro              | Film comédie                |                           |
| 1957 | El hombre que viajaba despacito  | Film comédie                |                           |
| 1958 | El inquilino                     | Film comédie, drame         |                           |
| 1959 | Parque de Madrid                 | Film romance, drame         |                           |
| 1960 | El hombre que perdio el tren     | Film comédie                |                           |
| 1960 | Un angel tuvo la culpa           | Film comédie                |                           |
| 1966 | Fray Torero                      | Film comédie                |                           |
| 1967 | Cronica de neuve meses           | Film comédie                |                           |
| 1970 | Los hombres las prefieren viudas | Film comédie                |                           |
| 1970 | Después de los nueve meses       | Film comédie                |                           |
| 1971 | A mi las mujeres ni fu ni fa     | Comédie musicale            |                           |
| 1971 | Si fulano fuese Mengano          | Film comédie                |                           |
| 1973 | Una monja y un Don Juan          | Film Comédie                |                           |
| 1974 | Una curita canon                 | Film comédié                |                           |
| 1974 | Odio mi cuerpo                   | Film drame, science-fiction |                           |
| 1874 | Onofre                           | Film comédie                |                           |